# Dance to the Music (album Sly & the Family Stone)
Dance to the Music è il secondo album in studio del gruppo soul-funk statunitense Sly & the Family Stone, pubblicato nel 1968.

## Tracce
Lato 1
1. Dance to the Music – 3:00
2. Higher – 2:49
3. I Ain't Got Nobody (For Real) – 4:26
4. Dance to the Medley: Music Is Alive/Dance In/Music Lover – 12:12

Lato 2
1. Ride the Rhythm – 2:48
2. Color Me True – 3:10
3. Are You Ready – 2:50
4. Don't Burn Baby – 3:14
5. I'll Never Fall in Love Again – 3:25

## Formazione
- Sly Stone – voce, organo, chitarra, piano, armonica, altro
- Freddie Stone – voce, chitarra
- Larry Graham – voce, basso
- Rose Stone – voce, piano, tastiera
- Cynthia Robinson – tromba, voce
- Jerry Martini – sassofono
- Greg Errico – batteria
- Little Sister (Vet Stone, Mary McCreary, Elva Mouton) – cori